# Pór Bertalan

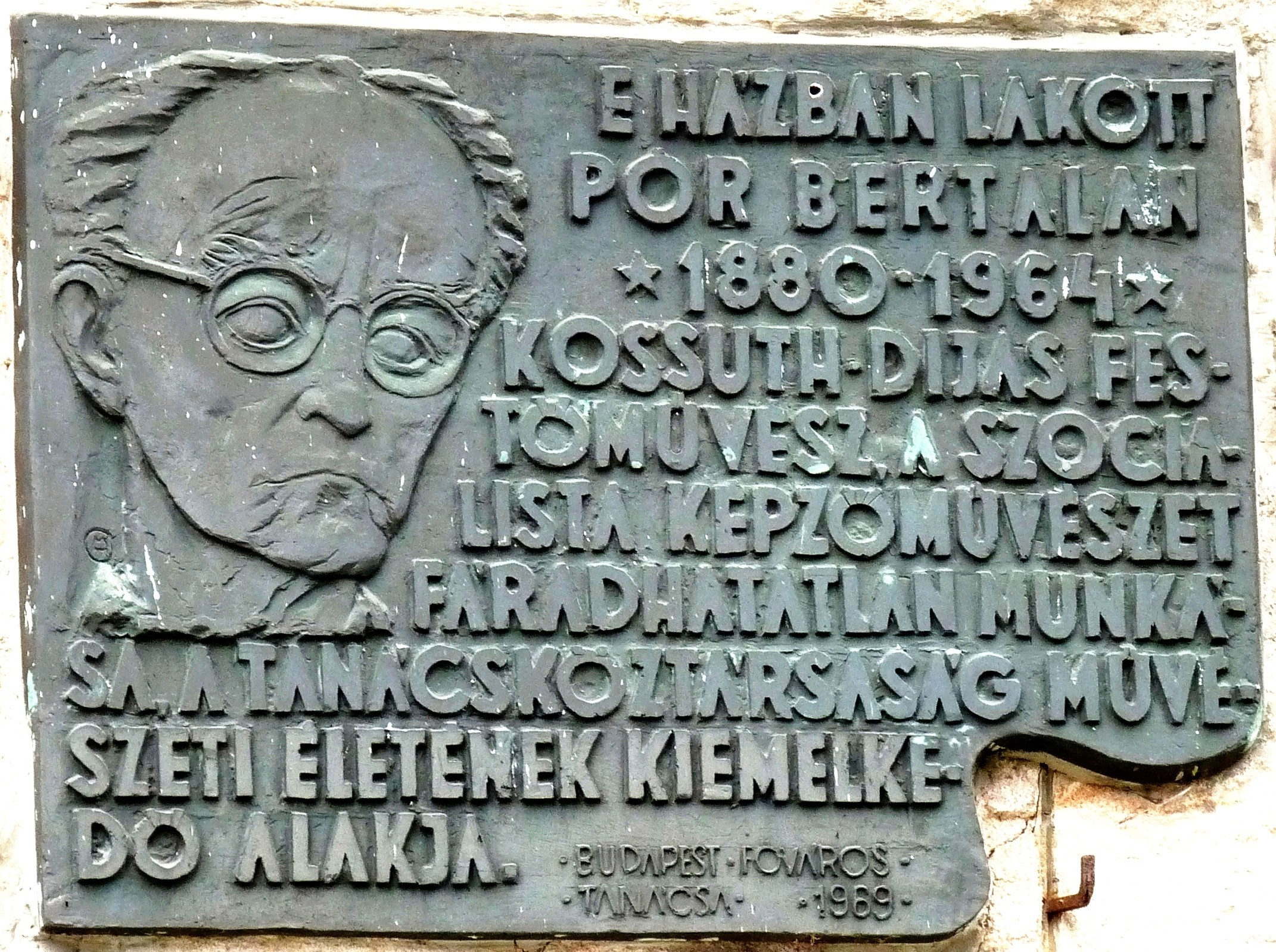
Pór Bertalan emléktáblája egykori lakhelyén, a Pasaréti út 77. szám alatt

Pór Bertalan, született Pollacsek (Bábaszék, 1880. november 4. – Budapest, 1964. augusztus 29.) Kossuth-díjas magyar festő, főiskolai tanár.

## Életpályája
Pollacsek Mór és Pick Terézia fia. A huszadik századi magyar avantgárd festészet egyik nagy tehetségű festője. Budapesten a Mintarajziskolában tanult, mestere Gyulay László volt, majd Münchenben folytatta tanulmányait Gabriel von Hackl mesteriskolájában. Hollósy Simon szabadiskoláját is látogatta. Önarcképével 1901-ben elnyerte a Harkányi-ösztöndíjat, amelynek segítségével tanulmányokat folytathatott 1901-1903-ban Párizsban a Julian Akadémián, ahol Jean-Paul Laurens volt a mestere.
1903-tól Budapesten működött, a Műcsarnokban, majd a Könyves Kálmán Szalonban állított ki arcképeket, alakos , majd csoportos alakos képeket, rajzos látásmódja, kiváló jellemábrázoló képessége hamar meghozta számára a sikert. Rajzos látásmódja gyakran szecessziós ritmusú kontúrvonalakat adott festményeinek. A MIÉNK tagja, majd a Nyolcak művészeti csoportjának alapító tagja lett. Az I. világháborúban mint frontrajzoló vett részt, a feldúlt falvakról, elhagyott földekről készített 16 litográfiáját könyvben adták közre 1916-ban Brüsszelben. Ugyanebben az évben Budapesten házasságot kötött dr. Bernát Margit orvossal, Weinberger Bernát és Grósz Hermina lányával.
A napi politikától nem határolódott el, 1919-ben a Tanácsköztársaság fennállása idején vállalta a Művészeti Direktórium festőszakosztályának vezetését, toborzó plakátok tervezését. A kommün bukása után emigrációba vonult, Pöstyénben élt és alkotott 1938-ig. Károlyi Mihály baráti körével tartotta a kapcsolatot, 1934-ben Párizsba, 1936-ban a Szovjetunióba utazott. 1938-tól Párizsban telepedett le, a II. világháborúban Franciaország német megszállása idején elfogták, szabadulása után részt vett a francia ellenállási mozgalomban. Franciaországból 1948-ban tért haza Budapestre, a Magyar Képzőművészeti Főiskola tanára lett egészen 1960-ig, tanári és közéleti tevékenysége annyira lefoglalta, hogy már alig festett, 1958-as utolsó képeinek egyikét tekintve, nem mondható, hogy átment volna szocreál-stílusba.

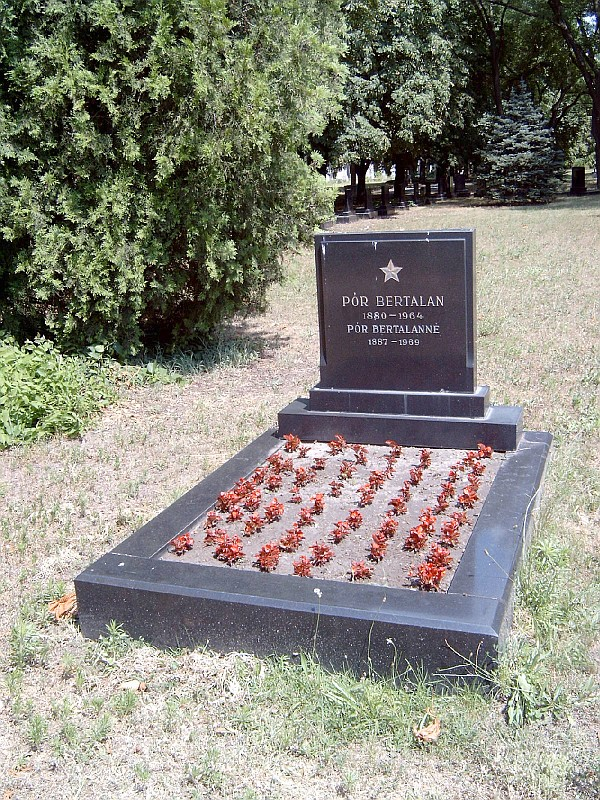
Pór Bertalan sírja Budapesten. Kerepesi temető: 30/2-1-6.

## Művészete
Összességében egy nagy rajztudáson alapuló posztnagybányai magyar avantgárd stílust képvisel festészetünkben. A modern képzőművészeti irányzatok (plein air, szecesszió, Paul Cezanne és más posztimpresszionisták) és a Munkácsy hagyományokra is építkező realizmus metamorfózisa az ő sajátosan egyéni festői stílusa. Ettől olyan kifejezőek és élvezhetőek portréi és tájképei.
Az 1930-as években jelenik meg képein az állatszimbolika. Állatszimbolikája vihar előtti csendet, nagy erőt és egyre nagyobb feszültséget fejez ki.  Állatszimbolikája nemcsak az 1930-as években dúló spanyol polgárháború, s a fasizmus előretörésekor Pablo Picasso nyomán nyilvánul meg Pór művészetében a bikaszimbolikában, hanem 1958-ban is, amikor megfestette Menjünk be a tszcs-be c. képét. Nyugtalanság, feszültség árad a lovak mozgásából, amelyeket vezetne be a gazdájuk a kolhozba.
Mintegy szimbolikusak önarcképei is, amelyeken nem tud hazudni, a nagy művészek soha nem hazudnak, 1953-as önarcképe keménységet, határozottságot és mélységes pesszimizmust tükröz egyszerre.

## Művei (válogatás)
- 1902 Önarckép (olaj, vászon, 54 x 41 cm; Magyar Nemzeti Galéria, Budapest)
- 1903 Vörös hajú cigány fiú (olaj, vászon, 52 x 44 cm; MNG)
- 1905 Kifelé az erdőből (olaj, vászon, 34 x 43 cm; magántulajdonban)
- 1905 Műteremben (olaj, vászon, 55 x 68 cm; MNG)
- 1907 Cigányok (olaj, vászon, 55 x 66 cm; MNG)
- 1907 Önarckép (olaj, vászon, 42 x 35 cm; MNG)
- 1909 Család (olaj, vászon, 176,5 x 206 cm; MNG)
- 1909 Lechner Ödön arcképe (olaj, vászon, 51 x 41 cm; Budapesti Történeti Múzeum)
- 1910-es évek Önarckép (olaj, vászon, 77 x 63 cm; MNG)
- 1910 Cigány fiú (olaj, vászon, 77 x 62,5 cm; magántulajdonban)
- 1910 Vágyódás tiszta szerelemre (olaj, vászon, 52 x 67 cm; magántulajdonban)
- 1911 Hegyi beszéd (olaj, vászon, 300 x 450 cm; MNG-ben letét)
- 1911 Hegyi beszéd (olaj, vászon, 50 x 63,5 cm; magántulajdonban)
- 1911 Vágyódás tiszta szerelemre (olaj, vászon, 238 x 350 cm; Janus Pannonius Múzeum, Pécs)
- 1912 Férfiportré (olaj, vászon, 69,5 x 55,5 cm; magántulajdonban)
- 1914-16 Az I. világháborúból 16 harctéri litográfia
- 1918 Anyám arcképe (olaj, vászon, 125,5 x 95,5 cm; MNG)
- 1919 Freskóterv a Parlament részére (papír, tempera, 223 x 505 mm; MNG)
- 1919 Feleségeitekért, gyermekeitekért, Előre! c. színes plakát
- 1919 Világ proletárjai, egyesüljetek c. színes plakát (250 x 186 cm; MNG)
- 1927 Pásztor és kedvese (olaj, karton, 42,5 x 57 cm; magántulajdonban)
- 1929 Wetzler közjegyző (olaj, vászon, 81 x 64,5 cm; magántulajdonban)
- 1930 Bika I. (olaj, vászon, 60 x 73 cm; MNG)
- 1930 Károlyi Mihály (olaj, vászon, 114 x 87 cm; magántulajdonban)
- (1930 körül) Piros kabátos gyerek (olaj, vászon, 48,5 x 38,5 cm; magántulajdonban)
- 1934 Bőszült bika c. rajz
- (1938 körül) Margitka (olaj, vászon, 67 x 54 cm; magántulajdonban)
- 1939 Ady c. rajzolt arckép
- 1948 Bikák (olaj, vászon, 129 x 195 cm; MNG)
- 1950-es évek első fele: Rákosi Mátyás a kolhozparasztok közt c. s más Rákosit ábrázoló képek
- 1953 Önarckép
- 1958 Belépés a tszcs-be c. festmény

## Köztéri művei
- 1911 Freskó[13] a Népopera (Erkel Színház) színpadi oromfalának díszítésére, Budapest
- 1911 Mozaik (Vas utcai kereskedelmi iskola, Budapest)

## Társasági tagságai
- MIÉNK
- Nyolcak

## Díjai
- Harkányi-díj (1901)
- Kossuth-díj (1949, 1951)
- Munkácsy Mihály-díj (1950)
- Érdemes művész (1952)
- Kiváló művész (1955)